# Un cuerpo de mujer
Un cuerpo de mujer es una película musical mexicana de 1949 dirigida por Tito Davison y protagonizada por María Antonieta Pons y Luis Aragón. 

## Argumento
Un pintor maduro relata a su alumno la historia del cuadro de una mujer desnuda, una modelo llamada Rosa (María Antonieta Pons), a quien amó en su juventud.

## Reparto
- María Antonieta Pons ... Rosa
- Luis Aragón ... Felipe
- Eduardo Noriega ... Raúl
- Rubén Rojo ... Javier
- Tana Lynn ... Señora Aguilar
- César del Campo ... Felipe
- Hernán Vera ... Carnicero
- Ramón Pereda ... Ernesto Aguilar

## Comentarios
En 1949 la rumbera cubana María Antonieta Pons conoció a Ramón Pereda, quién sería sus segundo marido y él, enamorado de su personalidad, comenzó a producirle varias películas; la primera fue Un cuerpo de mujer. Pereda llamó como director a Tito Davison y la fotografía corrió a cargo de Gabriel Figueroa. Otro nombre de prestigio se sumó a la lista, el del guionista Edmundo Báez, quién era el consentido de María Félix y Libertad Lamarque.